# Buntar
Buntar is een bestuurslaag in het regentschap Karanganyar van de provincie Midden-Java, Indonesië. Buntar telt 2936 inwoners (volkstelling 2010).